# Scyzoryk

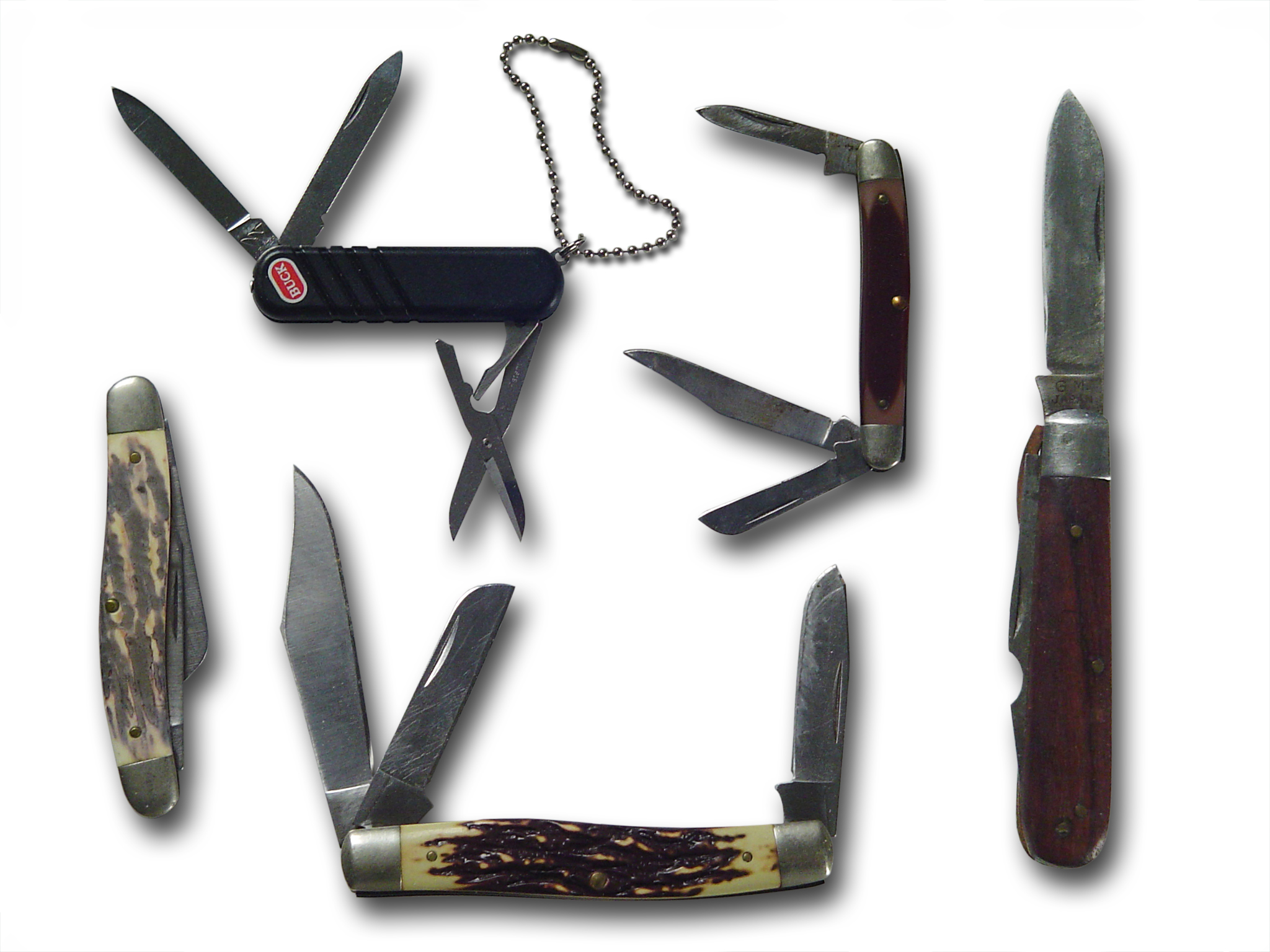
Przykłady różnych typów scyzoryków

Szwajcarski nóż oficerski jeden z najpopularniejszych rodzajów scyzoryków

Scyzoryk – rodzaj kieszonkowego noża ze składaną głownią, wyposażonego dodatkowo w składane narzędzia zamontowane w tej samej oprawie (np. śrubokręt, korkociąg, otwieracz do butelek czy konserw).
Najbardziej znanymi scyzorykami są tzw. szwajcarskie noże oficerskie (produkowane przez firmy Victorinox i Wenger). Scyzoryk często mylony jest z nożem składanym (tzw. folderem), który posiada jedynie składaną głownię (bez dodatkowych narzędzi).

## Odniesienia w kulturze
Gerwazy jeden z bohaterów poematu Adama Mickiewicza „Pan Tadeusz”, nazywa scyzorykiem swój znacznych rozmiarów rapier.
W Kielcach cyklicznie organizowany jest Festiwal Scyzoryki, będący wydarzeniem artystycznym połączonym z wręczaniem nagród. Kielce potocznie nazywane są scyzorykami.
Scyzoryk był również jednym z pseudonimów artystycznych, którym w latach 90 XX w. posługiwał się polski raper Liroy, który pochodził z Kielc. Taki sam tytuł nosił nagrany przez niego w 1995 r. singel.